# BD Большой Медведицы
BD Большой Медведицы (лат. BD Ursae Majoris) — одиночная переменная звезда в созвездии Большой Медведицы на расстоянии (вычисленном из значения параллакса) приблизительно 19322 световых лет (около 5924 парсеков) от Солнца. Видимая звёздная величина звезды — от +13,8m до +12,2m.

## Характеристики
BD Большой Медведицы — пульсирующая переменная звезда типа RR Лиры (RRAB).